# William Stradling
William Stradling también William le Esterling o William d'Esterling (fl. 1091) fue un caballero anglonormando , señor de St. Donat's (Dunwyd) en Glamorgan. Fue uno de los doce caballeros de Glamorgan que acompañaron a Robert FitzHamon durante la conquista normanda de Gales, Una vez consolidada la situación en Glamorgan, FitzHamon dividió la tierra entre sus seguidores, dando a Esterling el señorío y el castillo de St. Donat's (Dunwyd) en 1092 o 1094. Se ha sugerido que el nombre Esterling procede del epíteto Easterling (los del Este), y que su linaje procedía originariamente del Báltico.
Fue su bisnieto Robert le Esterling quien cambió el apellido a Stradling. Tres descendientes fueron peregrinos a Tierra Santa y caballeros del Santo Sepulcro. El señorío de St. Donat's se mantuvo durante 684 años hasta 1738 cuando Edward Stradling lo vendió a Sir John de la Fontaine Tyrwhitt.
La figura de William le Esterling responde más a la idea romántica de los anticuarios del siglo XVI, en particular Sir Edward Stradling (1529-1609), por embellecer el linaje de sus ancestros que en la historicidad en sí. Más recientemente se ha determinado que el primer Stradling de Glamorgan llegó en realidad más tarde que Fitzhamon, probablemente procedente de Suiza.

## Herencia
No se conoce el nombre de su esposa, pero las crónicas mencionan el nombre de un hijo:
- John d'Esterling.[3]